# Скотт Лоуч
Скотт Лоуч (англ. Scott Loach, нар. 27 травня 1988, Ноттінгем) — англійський футболіст, воротар клубу «Дербі Каунті».
Виступав, зокрема, за клуб «Вотфорд», а також національну збірну Англії.

## Клубна кар'єра
Народився 27 травня 1988 року в місті Ноттінгем. Вихованець юнацьких команд футбольних клубів «Іпсвіч Таун», «Ноттінгем Форест», Southwell United та «Лінкольн Сіті».
У дорослому футболі дебютував 2006 року виступами за команду «Вотфорд», у якій провів один сезон. 
Згодом з 2007 по 2008 рік грав у складі команд «Стаффорд Рейнджерс», «Моркем» та «Бредфорд Сіті».
Своєю грою за останню команду знову привернув увагу представників тренерського штабу клубу «Вотфорд», до складу якого повернувся 2008 року. Цього разу відіграв за клуб з Вотфорда наступні чотири сезони своєї ігрової кар'єри. Більшість часу, проведеного у складі «Вотфорда», був основним голкіпером команди.
Протягом 2012—2022 років захищав кольори клубів «Іпсвіч Таун», «Ротергем Юнайтед», «Бері», «Пітерборо Юнайтед», «Йовіл Таун», «Ноттс Каунті», «Гартлпул Юнайтед», «Барнет» та «Честерфілд».
До складу клубу «Дербі Каунті» приєднався 2022 року. 

## Виступи за збірні
Протягом 2009–2011 років залучався до складу молодіжної збірної Англії. На молодіжному рівні зіграв у 14 офіційних матчах, пропустив 1 гол.
У 2010 році дебютував в офіційних матчах у складі національної збірної Англії.